# Les Amours d'un tzigane

Les Amours d'un tzigane (titre original : Dankó Pista) est un film hongrois réalisé par László Kalmár et sorti en 1941. Le film évoque la vie et les amours du compositeur et violoniste tzigane hongrois Pista Dankó (1858-1932).

## Synopsis
Dankó Pista, auteur de chansons populaires, rêve de devenir un grand musicien. Au cours d'un bal, il s'éprend d'une jeune fille issue de l'aristocratie, Ilonka. Dépitée, Rózsi, également amoureuse de Pista, quitte la Hongrie pour travailler comme danseuse en Russie. Ilonka rompt avec son propre milieu pour vivre avec Pista. Celui-ci est assailli par des problèmes financiers et doit vendre son bien le plus cher : le violon hérité de sa mère. Le succès arrive pourtant... Pista, nostalgique de son violon, part le rechercher en Russie où il obtient un immense triomphe...

## Fiche technique
- Titre original : Dankó Pista
- Titre français : Les Amours d'un tzigane
- Réalisation : László Kalmár
- Scénario : L. Kalmár, László Bihari, Sándor Nagymihály d'après son roman
- Musique originale : Jenö Sándor
- Adaptation musicale : Tibor Polgár
- Photographie : István Eiben, noir et blanc - format : 1,37:1
- Son : monophonique
- Production : Miklós Szalontai pour Kiss Mester/Film Hunnia Filmstudio
- Durée : 95 minutes
- Sortie : 16/01/1941

## Distribution
- Pál Jávor : Pista Dankó
- Erszi Simor : Ilonka Jáky
- Margit Lukács : Rózsi
- Sándor Tompa : Kukac
- Kálman Rozsahegyi : Tonton Marci
- György Solthy : prince Vladimir